# Valery Kravchenko
Valery Ivanovich Kravchenko (em russo:  Валерий Иванович Кравченко; Kabodiyen, 2 de fevereiro de 1939 — 3 de setembro de 1995) foi um jogador de voleibol da Rússia que competiu pela União Soviética nos Jogos Olímpicos de 1968 e 1972.
Em 1968 ele fez parte do time soviético que conquistou a medalha de ouro no torneio olímpico, no qual ele atuou em oito partidas. Quatro anos depois, ele ganhou a medalha de bronze com o time soviético na competição olímpica de 1972, participando de seis jogos.